# White lady
White lady, ungefär "Vita damen", även kallad Delilah och Chelsea sidecar, är en cocktail som görs med gin, triple sec, färskpressad citron och eventuellt äggvita.
Den serveras normalt skakad i cocktailglas eller coupeglas.

## Historik
Drinken i sin nuvarande form anses ha skapats under 1920-talet och det finns flera bartendrar som uppges ha skapat den.
År 1919 skapade Harry MacElhone en drink som hette White Lady när han arbetade på Londons Ciro Club. Den hade annorlunda innehåll, med bland annat brandy istället för gin, men han påstod att han uppdaterade receptet med gin 1929, då verksam i Paris där han tagit över baren som blev Harry's New York bar i Paris.
Enligt American Bar på Savoy Hotel i London skapades drinken där av deras bartender Harry Craddock. Enligt traditionen döpte han den efter F. Scott Fitzgeralds hustru Zelda, som frekventerade American Bar, för att hon hade platinablont hår. Möjligen hade han inspirerats av Victor Cabrin, som ganska samtida källor påstår är skaparen, och han hade dessutom lite äggvita i sitt recept. Han arbetade på baren i London's Grosvenor House Hotel, som namngavs till Victors bar efter honom. Han flyttade till Queens Hotel i Bournemouth 1946 och lokalpressen beskrev honom då som skapare av White Lady.